# Digitale nalatenschap

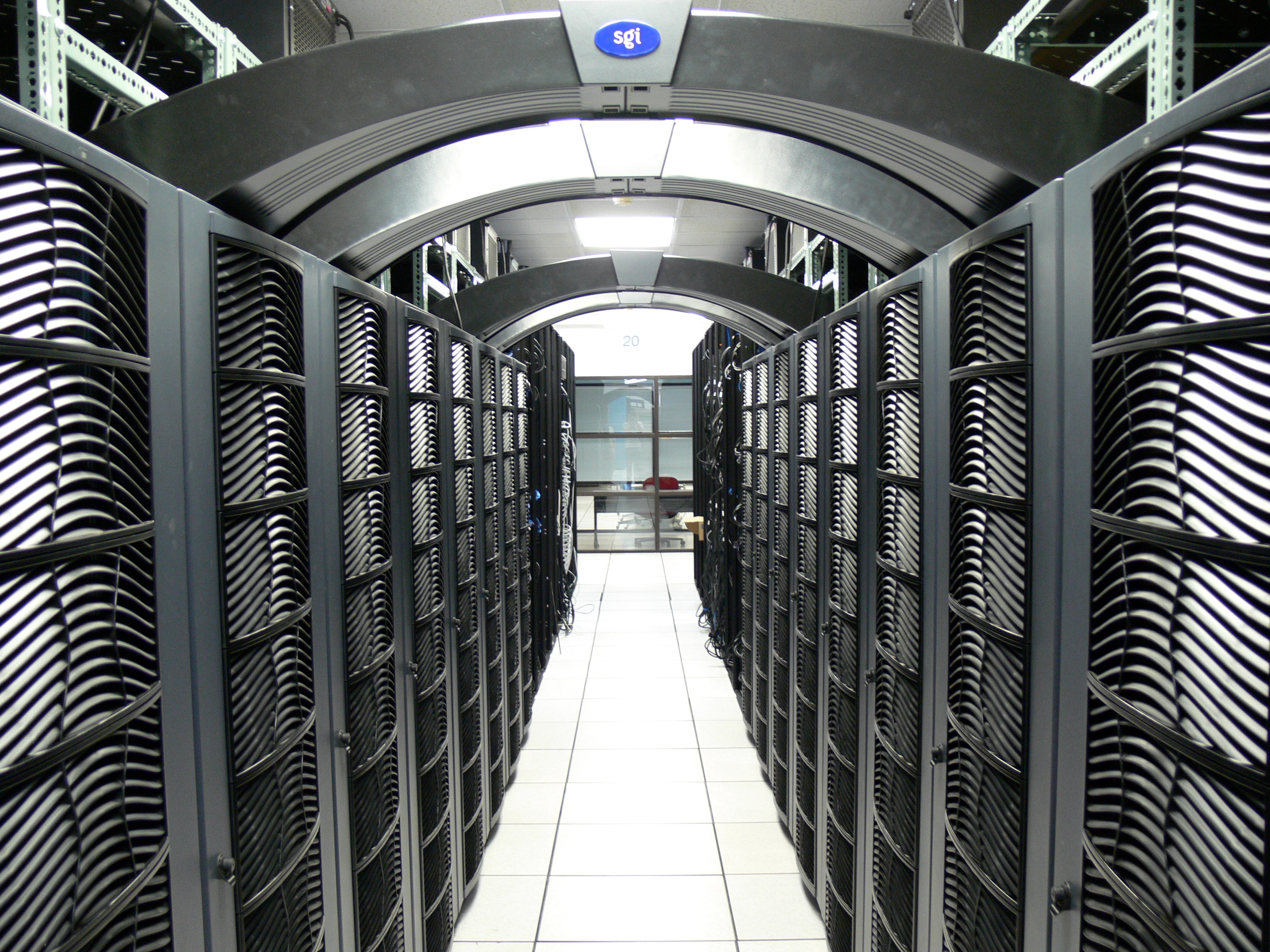
Datacentrum in de V.S.

Met digitale nalatenschap of digitale erfenis wordt over het algemeen gedoeld op digitale bestanden die zijn opgeslagen op datadragers, op online opgebouwde tegoeden en schulden, al dan toegankelijk via een aangemaakt account, beschermd met een wachtwoord als deel van de  nalatenschap van een persoon. Sommige juristen stellen dat de Nederlandse wetgeving niet duidelijk is over de gevolgen van erfopvolging bij digitale bestanden die zijn opgeslagen op datadragers in eigendom van derden en die alleen toegankelijk zijn via internet ('cloud (opslag)'), zoals emails, whatsapp-berichten, punten bij online games, foto's bij social media-accounts, gekochte video's en muziek, domeinnamen en websites, tegoeden bij webwinkels en banken of (crypto-)tegoeden. Grote data-verzamelaars als Microsoft, Google (Alphabet), Apple, Facebook (Meta), Amazon, Twitter en TikTok stellen dat door gebruikers aangeleverde data door hen niet hoeft te worden overgedragen aan de erfgenamen van een overledene, of niet mag worden overgedragen aan nabestaanden op grond van privacyregels.
De Duitse hoogste rechter het Bundesgerichtshof bepaalde zowel in 2018 als in 2021 voor zaken die in Duitsland speelden, dat Duits recht van toepassing omdat overledene in Duitsland woonde. Op grond van het Duitse erfrecht volgen erfgenamen de overledene op grond van de saisine regel van rechtswege op in alle rechten en plichten. De erfgenamen hebben daarom dezelfde rechten aan de door overleden gesloten gebruiksovereenkomst als de overledene had en de digitale dienstenverlener moet erfgenamen toegang verlenen tot de data, en het wachtwoord aan de erfgenamen afgeven. De lagere Nederlandse rechter besliste in dezelfde zin, ook op grond van de saisine regel uit het Nederlandse erfrecht.
In België geldt voor de overgang van een nalatenschap eveneens de saisine regel.
Op grond van deze jurisprudentie moet worden onderscheiden tussen de nabestaanden in het algemeen en de erfgenamen en legatarissen. Voor nabestaanden die geen wettelijk of testamentair erfgenaam zijn, of niet als legataris berechtigd zijn tot (een deel van) de digitale nalatenschap, geldt in België en Nederland dat zij geen rechten aan de nalatenschap hebben. Bedrijven mogen hun diensten om een digitale nalatenschap af te wikkelen of daaraan mee te werken daarom alleen aan mensen verlenen die aan kunnen tonen erfgenaam te zijn, niet aan nabestaanden in het algemeen, ook niet als zij een smartphone of tablet van overledene in hun bezit hebben of wachtwoorden kennen.
Er bestaat daarom vooralsnog niet zozeer een erfrechtelijk, maar een praktisch probleem. Is er niets geregeld en zijn de lopende accounts en wachtwoorden niet bekend, kan de afwikkeling lang duren met als nadeel dat uit zakelijke overeenkomsten geen inkomsten aan de erfgenamen kunnen gaan en personen die overleden zijn online doorleven. Dit maakt hun informatie gevoelig voor identiteitsfraude.

## Nederland
Volgens de huidige regelgeving in Nederland is een bedrijf waarmee een overledene een gebruikersovereenkomst heeft gesloten niet verplicht een online account te verwijderen, gepubliceerde data ontoegankelijk te maken en de gebruiksrechten die deze bedrijven veelal aan de door overledene hooggeladen data hebben verworven, als vervallen te beschouwen of aan nabestaande over te dragen. Grote aanbieders van social-media platformen en digitale dienstenverleners stellen dat data door hen niet hoeft te worden overgedragen aan de erfgenamen omdat hun algemene gebruiksvoorwaarden daar niet toe verplichten. Een nadeel hiervan is dat personen die overleden zijn online doorleven.

### Politieke situatie
De directeur van een groot netwerk met notariskantoren die veel aan de weg timmert, bracht in 2018 breed in de media dat de digitale erfenis in Nederland niet is geregeld. En dat niet duidelijk is of een digitaal goed ook overgaat van overledene op de erfgenamen. Deze boodschap werd ook verspreid door de ruim 150 bij het netwerk aangesloten notariskantoren met het advies bij de notaris een testament op te stellen. Dienstverleners in de sector afwikkeling (digitale) nalatenschap en uitvaartondernemers verspreidden vergelijkbare berichten. 
De notaris-netwerk directeur trok ook bij de Tweede Kamer aan de bel. In november 2019 was een meerderheid van de Tweede Kamer ervoor dat het kabinet de digitale erfenis regelt. D66 en de VVD dienden daartoe voorstellen in bij de Kamer. In 2021 maakte de regering de resultaten bekend van een onderzoek naar de juridische situatie waartoe opdracht was gegeven en van enquêtes onder de bevolking. Uit het juridisch onderzoek komt naar voren dat het goederenrecht bij de definitie van het begrip 'zaak' alleen spreekt over een stoffelijk object. Daarom is onduidelijk of data daaronder vallen. Het verbintenissenrecht bepaalt dat erfgenamen de overledene als partij opvolgen bij overeenkomsten, op grond daarvan moeten ook derden de gezamenlijke erfgenamen als de partij zien waarmee de overeenkomst is afgesloten. De regering stelt zich op het standpunt dat op dit moment geen behoefte bestaat aan nieuwe wetgeving. 
Uit het onderzoek onder burgers bleek dat een aanzienlijke groep graag apart hun toestemming zou willen verbinden aan toegang tot hun data door anderen na overlijden. 

### Juridische situatie
Onstoffelijke goederen opgeslagen op dragers die bij de overledene aanwezig zijn hebben nooit een probleem gevormd, men ging ervan uit dat de datadrager eigendom was van de erfgenaam, inclusief de data die het bevatte. Over videobanden, zelfgebrande CD's, een losse harde schijf of laptop is nooit gediscussieerd. Dat geldt ook voor lijstjes met inlogcodes van social-media accounts, wachtwoorden etc. die een overledene heeft gemaakt. Het is ook nooit tot juridisch probleem gemaakt dat erfgenamen dagboeken en brieven van overledene konden lezen of intieme foto's en video's konden bekijken. Evenmin is de vraag gesteld of erfgenamen toegang konden krijgen tot een dienst als digitaal bankieren of beleggen waarvoor overledene een overeenkomst had lopen.  
De Nederlandse Belastingdienst ziet rechten op en uit cryptovermogen, NFT's e.d. als absolute vermogensrechten waarover erf- en schenkbelasting wordt geheven.
Vanuit het notariaat wordt sinds enige  jaren de vraagstelling opgeworpen of data die zijn opgeslagen op datadragers in eigendom van zogenaamde 'grote tech-bedrijven', door erfopvolging door de erfgenamen worden verkregen. Ingegeven door de weigering van deze bedrijven de data vrijwillig ter beschikking te stellen, niet redenerend vanuit het vermogensrecht. 
Op grond van het erfrecht en het  verbintenissenrecht (art. 6:249 BW) worden erfgenamen van rechtswege partij bij alle overeenkomsten die overledene heeft gesloten, tenzij dat anders in de overeenkomst is geregeld. Dat geldt ook voor overeenkomsten met betrekking tot het afnemen van digitale diensten, zoals een social media account, e-mailadres, cloudopslag, speldienst of digitaal bankieren. Het maakt daarbij in beginsel niet uit of een bedrijf in Nederland is gevestigd, in Europa of daarbuiten want het internationaal recht regelt dat als overledene in Nederland woonde, Nederlands recht van toepassing is.
De Duitse hoogste rechter bepaalde in 2021 dat erfgenamen de overledene op grond van erfopvolging van rechtswege in alle rechten en plichten opvolgen volgens de saisine regel. Ze hebben daarom dezelfde rechten aan de gebruikersovereenkomst als de overledene had. De regels voor privacy geven geen aanleiding daarvan af te wijken. De digitale dienstenverlener moet erfgenamen toegang verlenen tot de data en het wachtwoord aan de erfgenamen afgeven. De lagere Nederlandse rechter besliste in 2021 in dezelfde zin. Bij deze beslissingen speelt niet de aard van de goederen een rol, maar de overeenkomst tussen overledene en de dienstenaanbieder.